# Vera Inber
Vera Inber (Vera Mijáilovna Ínber, de solteira Shpenzer; em cirílico russo, Ве́ра Миха́йловна И́нбер; Odessa, 10 de julho de 1890 — Moscou, 11 de novembro de 1972) foi uma poeta e tradutora ucraniana ligada ao grupo literário construtivista. Seu pai possuía uma editora chamada "Matemátika" e era primo de León Trotsky, o qual morou na casa de Vera quando esta era um bebê. Traduziu autores como Paul Éluard.

## Biografia
Seu pai, Moshe, era dono de uma editora científica, "Matematika" (Matemática). Moshe era primo do futuro revolucionário socialista Leon Trotsky. Lev (Trotsky), de nove anos, morava com Moshe e sua esposa Fanni em seu apartamento em Odessa quando Vera era bebê. 
Vera cursou brevemente um departamento de História e Filologia em Odessa. Seus primeiros poemas foram publicados em 1910 em jornais locais. Em 1910-1914 ela morou em Paris e na Suíça; então ela se mudou para Moscou. Durante a década de 1920, ela trabalhou como jornalista, escrevendo prosa, artigos e ensaios, e viajando por todo o país e no exterior.
Durante a Segunda Guerra Mundial, ela morou na sitiada Leningrado, onde seu marido trabalhava como diretor de um instituto médico. De acordo com seu obituário no New York Times, ela "escreveu para o jornal Leningradskaya Pravda e transmitiu pela rádio de Leningrado nos esforços para manter o moral e o espírito da população pressionada". Muito de sua poesia e prosa durante aqueles tempos é dedicada à vida e resistência dos cidadãos soviéticos. Em 1946, ela recebeu um prêmio do governo estimado (Gosudarstvennaya premiya SSSR ) por seu poema de cerco "Meridiano de Pulkovskij" (Meridiano de Pulkovo). Ela também foi premiada com várias medalhas.
Ela traduziu para o russo poetas ucranianos, como Taras Shevchenko, e outros poetas estrangeiros, como Paul Éluard e Sándor Petőfi. Vera Inber se interessou pela cabala, embora tenha sido proibida pelos mais velhos.

## Traduções para o inglês
- Maya, de uma coisa tão simples e outras histórias, FLPH, Moscou, 1959. do Archive.org
- The Death of Luna, from Soviet Short Stories: A Penguin Parallel Text, Penguin, 1963.
- Leningrad Diary, Hutchinson, UK, 1971.
- Lalla's Interests, from Russian Short Stories from Pushkin to Buida, Penguin Classics, 2005.